# حنا روكر
حنا روكر (بالألمانية: Hanna Rucker)‏ هي ممثلة ألمانية، ولدت في 14 ديسمبر 1923 في ميونخ في ألمانيا، وتوفيت في 1982 في لندن في المملكة المتحدة.

## وصلات خارجية
- حنا روكر على موقع IMDb (الإنجليزية)
- حنا روكر على موقع مونزينجر (الألمانية)
- حنا روكر على موقع ألو سيني (الفرنسية)
- حنا روكر على موقع أول موفي (الإنجليزية)
- حنا روكر على موقع قاعدة بيانات الفيلم (الإنجليزية)
- حنا روكر على موقع كينوبويسك (الروسية)